# غوستاف جاكوب هورن
غوستاف جاكوب هورن (بالسويدية: Gustaf Jakob Horn af Rantzien)‏ هو سياسي سويدي، ولد في 5 مايو 1706 في شتاده في ألمانيا، وتوفي في 23 يوليو 1756 في السويد بسبب قطع الرأس، بسبب تأمر ضد سلطة ريكسداغ الطبقات فيما عرف بـ انقلاب 1756، انتخب Chamberlain (office) ‏ وانتخب Hofmarschall ‏ وانتخب عضو البرلمان السويدي ‏.